# Litovîșce, Șumsk
Litovîșce (în ucraineană Літовище) este localitatea de reședință a comunei Litovîșce din raionul Șumsk, regiunea Ternopil, Ucraina.

## Demografie
Componența lingvistică a localității Litovîșce
     Ucraineană (98,97%)
     Rusă (1,03%)
Conform recensământului din 2001, majoritatea populației localității Litovîșce era vorbitoare de ucraineană (98,97%), existând în minoritate și vorbitori de rusă (1,03%).